# Albert Leclère
Albert Leclère né le 24 mars 1867 à Nancy et mort le 17 décembre 1920 à Berne, est un philosophe français. Ses travaux portent principalement sur les rapports entre religion et philosophie.

## Biographie
Fils de Charles Leclère, ébéniste, et d'Anne Maire, son épouse, Albert Leclère naît à Nancy en 1867.
Historien de la philosophie grecque ancienne (présocratiques), il s'est interrogé sur la morale et l'ontologie.
Il a été le professeur de philosophie de René Guénon au collège Augustin-Thierry en 1903. Il a également été en relation avec le chanoine Gombault, qui a aussi eu une influence importante sur Guénon.

## Publications
- De Facultate verum assequendi secundum Balmesium, thesim Facultati litterarum parisiensi proponebat, Parisiis, edebant A. Chevalier-Marescq et socii, 1900.
- Essai critique sur le droit d'affirmer, Paris, F. Alcan, 1901.
- Le Mysticisme catholique et l'âme de Dante, Paris, Bloud, 1906.
- La philosophie grecque avant Socrate, Paris, Bloud, 1908.
- Pragmatisme, modernisme, protestantisme, Paris, Bloud, 1909.
- L'Éducation morale rationnelle, ouvrage précédé d'une préface de M. Luigi Luzzatti, Paris, Hachette, 1909.
- Le bilan de la philosophie religieuse, sa fonction, son avenir, Paris, Bloud, 1912.
- Foi religieuse et mentalité anormale, Paris, Bloud, 1913
- La morale de demain et la science, avec une préface du Dr Dubois, Paris, Bloud et Gay, 1913.